# هربرت لست
هربرت لست (بالألمانية: Herbert List)‏ هو مصور موضة ومصور ألماني، ولد في 7 أكتوبر 1903 في هامبورغ في ألمانيا، وتوفي في 4 أبريل 1975 في ميونخ في ألمانيا.

## وصلات خارجية
- هربرت لست على موقع ديسكوغز (الإنجليزية)